# Homi Jehangir Bhabha

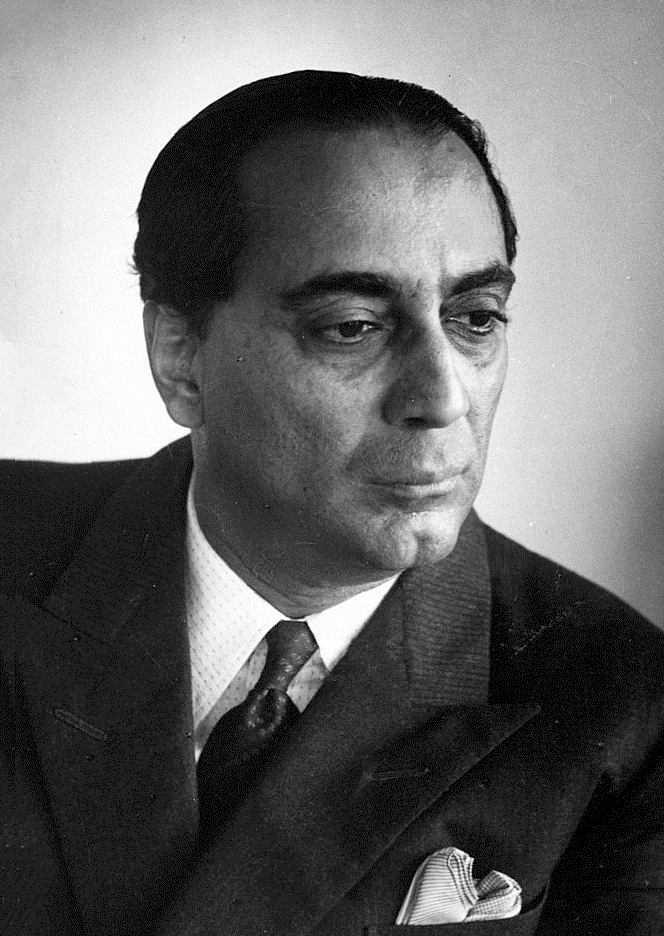
Homi Jehangir Bhabha

Homi Jehangir Bhabha (Gujarati હોમિ ભાભા, Hindi होमी जहांगीर भाभा; * 30. Oktober 1909 in Bombay; † 24. Januar 1966 am Glacier des Bossons bei Chamonix) war ein indischer Physiker parsischer Abstammung. Sein Arbeitsschwerpunkt war die Elementarteilchenphysik. 1955 leitete er als Präsident die Genfer Atomkonferenz. Außerdem hatte er den Vorsitz der indischen Atomenergiekommission inne.

## Leben und Werk
Bhabha ging in Bombay zur Schule, zunächst auf die private Cathedral and John Connon School, dann auf das Elphinstone College. Er studierte ab 1927 an der Universität Cambridge (Caius College). Er sollte ursprünglich Ingenieur werden und dann der Stahlfabrik seines Onkels Dorabji (Dorab) Tata beitreten (Tata Iron and Steel Company in Jamshedpur, Teil der späteren Tata Group). Er legte die Prüfungen in Technischer Mechanik ab, wandte sich dann aber der theoretischen Physik zu, wo er unter anderem bei Paul Dirac studierte. 1932 durchlief er die Tripos-Prüfungen mit Bestnote und besuchte als Rouse-Ball-Stipendiat Wolfgang Pauli in Zürich, Enrico Fermi in Rom und Hendrik Anthony Kramers in Utrecht. 1933 erfolgte seine erste Veröffentlichung (über Kosmische Strahlung) in der Zeitschrift für Physik, er gewann das Isaac-Newton-Stipendium und 1935 wurde er bei Ralph Fowler in Cambridge promoviert. Im selben Jahr veröffentlichte er einen Aufsatz über Elektron-Positron-Streuung in den Proceedings of the Royal Society (Bhabha-Streuung). Während dieser Zeit war er auch häufig in Kopenhagen bei Niels Bohr. 1936 folgte ein Aufsatz mit Walter Heitler über die Kaskaden-Theorie der Kosmischen Höhenstrahlung (mit aufeinanderfolgenden Prozessen von Bremsstrahlung mit Elektron-Positron-Paar-Erzeugung, Paarvernichtung unter Gammastrahlenbildung usw.). 1937 gewann er das Stipendium „1851 Exhibition“.
1939 kehrte er zu einem Besuch nach Indien zurück, welcher sich wegen des Ausbruchs des Zweiten Weltkriegs allerdings verlängerte. Er wurde Dozent (Reader) am Indian Institute of Science in Bangalore (geleitet von C. V. Raman) und baute dort eine Forschungsgruppe über Kosmische Höhenstrahlung auf, zu der unter anderem Harish-Chandra gehörte. 1945 gründete er das Tata Institute of Fundamental Research in Bombay zusammen mit J. R. D. Tata und mit Geldern aus der Tata-Stiftung seines 1932 verstorbenen Onkels (mit dessen Geld auch das Indian Institute of Science gegründet wurde). Gleichzeitig wurde er nach der indischen Unabhängigkeit auf Geheiß von Jawaharlal Nehru (der mit Bhabha befreundet war) 1948 Leiter der neu gegründeten indischen Atomenergiekommission. Bhabha war sich schon früh über die Nutzung der Kernenergie im Klaren und vermutete aus dem Fehlen von Veröffentlichungen zur Kernspaltung (deren Entdeckung während seiner Heimreise nach Indien bekannt wurde) während des Zweiten Weltkriegs, dass im Geheimen in den Industriestaaten daran geforscht wurde. In Zusammenarbeit mit Nehru forcierte er schon Mitte der 1940er Jahre eine eigene Beteiligung Indiens an der Nuklearforschung und blieb danach auch unter dessen Nachfolgern die führende Persönlichkeit auf diesem Gebiet in Indien. Er vertrat Indien in den internationalen Atomenergie-Gremien (IAEA) und auch 1955 auf der Genfer Konferenz zur Nutzung der Kernenergie. Bhabha war wissenschaftlicher Berater der indischen Regierung und gründete auch mit Vikram Sarabhai das indische Nationalkomitee für  Raumfahrtforschung. 1954 gründete er die Atomic Energy Establishment (AEET) in Trombay, wo später die indische Atombombe entwickelt wurde, und wurde der Sekretär des 1954 neu gegründeten Department of Atomic Energy (DAE), direkt dem Premierminister unterstellt. Viele der Wissenschaftler des späteren indischen Atombomben-Programms wurden noch direkt von Bhabha ausgewählt (Homi Nusserwanji Sethna, P. K. Iyenagar, Vasudev Iya, Raja Ramanna). Dank seiner persönlichen Kontakte zu Wilfrid Bennett Lewis in Kanada wurde am AEET ein erster Kernreaktor (Cirus) installiert.
Homi Jehangir Bhabha starb 1966 beim Absturz des Air-India-Flugs 101 am Mont Blanc. Er befand sich auf dem Weg nach Wien zu einem Treffen der IAEA über Genf, wo die Maschine zwischenlanden sollte.
Die nach diesem Physiker benannte Bhabha-Streuung ist eine quantenmechanische Elementarteilchenstreuung ähnlich der Møller-Streuung, wobei hier ein Elektron und ein Positron wechselwirken. Dieser Prozess wird in Teilchenbeschleunigern wie dem LEP als Monitorreaktion verwendet: Der differentielle Wirkungsquerschnitt ist bei kleinen Winkeln am größten, so dass mit einem Zähler in der Nähe des Strahlrohres die Luminosität des Beschleunigers überwacht werden kann.
1941 wurde Bhabha Mitglied („Fellow“) der Royal Society. 1954 erhielt er den Padma-Bhushan-Preis. 1957 wurde er Ehrenmitglied (Honorary Fellow) der Royal Society of Edinburgh. 1958 wurde er in die American Academy of Arts and Sciences gewählt, 1983 in die National Academy of Sciences.
Ihm zu Ehren hat am 12. Januar 1967 die damalige Premierministerin von Indien Indira Gandhi das Atomic Energy Establishment  in Bhabha Atomic Research Centre (BARC) umbenannt. Außerdem ist der Mondkrater Bhabha nach ihm benannt.
In seiner Freizeit beschäftigte er sich mit Malen und Botanik. Er liebte klassische Musik und Opern. Er ist mit Homi K. Bhabha verwandt.